# Língua náuatle
O náuatle (português brasileiro) ou nauatle (português europeu) (Nawatl, Nawatlahtolli), também chamado de asteca ou mexicano, (pronúncia nativa: [ˈnaːwatɬ] (escutarⓘ) é uma língua pertencente à família uto-asteca, usada pelo povo náuatle e falada no território atualmente correspondente à região central do México desde pelo menos o século VII. No final do século XX, era falada por pouco menos de um milhão e meio de pessoas.
Na época da conquista espanhola e tlaxcalteca do México, no início do século XVI, era o idioma dos astecas, que dominavam o México central durante o fim do período pós-clássico da cronologia mesoamericana. A expansão e influência do Império Asteca fizeram com que o dialeto falado pelos astecas de Tenochtitlán se tornasse um dialeto de prestígio na Mesoamérica deste período. Com a introdução do alfabeto latino, o náuatle também se tornou uma língua literária e muitas crónicas, gramáticas, obras de poesia, documentos administrativos e códices foram escritos nos séculos XVI e XVII. Esta língua literária baseada no dialeto de Tenochtitlán foi chamada de náuatle clássico e está entre as línguas mais estudadas e bem-documentadas das Américas. Devido à popularidade da língua e, em parte, à expansão territorial por causa dos conquistadores, o rei Filipe II estabeleceu o náuatle como língua oficial do Vice-Reino da Nova Espanha.
Hoje em dia, os dialetos náuatles são falados em comunidades espalhadas na sua maior parte em áreas rurais. Existem diferenças consideráveis entre cada dialeto e alguns são mutuamente ininteligíveis. Todas sofreram diferentes graus de influência do castelhano. Nenhum dialeto moderno é idêntico ao náuatle clássico, mas aqueles que são falados no vale do México e em seus arredores são geralmente considerados como mais próximos, linguisticamente, a ele. Sob a Ley General de Derechos Lingüísticos de los Pueblos Indígenas ("Lei Geral de Direitos Linguísticos dos Povos Indígenas"), promulgada no México em 2003, o náuatle, assim como outras línguas indígenas do México foram reconhecidas como lenguas nacionales ("línguas nacionais") nas regiões onde são faladas, ostentando o mesmo statu que o castelhano.
O náuatle é um idioma com uma morfologia complexa, caracterizado por polissínteses e aglutinações, que permitem a construção de palavras longas, com significados complexos, a partir de diversos radicais e afixos. O náuatle foi influenciado por outras línguas mesoamericanas ao longo de séculos de coexistência, tornando-se parte da área linguística mesoamericana. Muitas palavras do náuatle foram apropriadas pelos idioma espanhol e passaram para centenas de outras línguas; em sua grande maioria, são palavras que designam conceitos nativos ao México central, que os espanhóis ouviram ser mencionados pela primeira vez em seus nomes náuatles, como, por exemplo, "tomate", "abacate", e "chocolate".

## História

### Período pré-colombiano
Em relação a origem geográfica, os linguistas do século XX concordaram que a família linguística uto-asteca é originária da Região Sudoeste dos Estados Unidos. Evidências arqueológicas e etno-históricas sugerem que os primeiros falantes dos idiomas náuatles migraram dos desertos mexicanos do norte para a região central do México, provavelmente em diversas ondas migratórias. Antes de atingir o platô central mexicano, estes grupos pré-náuatle provavelmente passaram um período em contato com as línguas coracolanas do noroeste do México (cora e huichol).
Estudos anteriores presumiram que o povo de Teotihuacán, uma cultura que floresceu entre 100 e 500 d.C., falavam o náuatle, e recentemente foram apresentadas evidências que sugerem uma presença náuatle anterior no México central, possivelmente em Teotihuacán. Porém, de acordo com a compreensão atual da pré-história náuatle, os falantes do proto-náuatle entraram na região mesoamericana em cerca de 500 d.C., coincidindo mais com o declínio de Teotihuacán que com sua ascensão. Na Mesoamérica, os náuatles tomaram contato com os falantes dos idiomas maias, otomangueanos e mixe-zoqueanos, que haviam coexistido durante milênios, e cujos idiomas haviam convergido até formar a área linguística mesoamericana. Os primeiros náuatles nômades adotaram diversos aspectos das culturas mesoamericanas, que fizeram com que o proto-náuatle desenvolvesse novos traços, similares aos de outras línguas mesoamericanas. Estes traços, que são comuns a todas as variedades do náuatle, porém estão ausentes das outras línguas uto-astecas faladas fora da Mesoamérica, datam deste período. Exemplos destes traços adotados incluem o uso de substantivos relacionais, o aparecimento de calques, e uma forma de construção possessiva típica das línguas mesoamericanas.
O primeiro ramo a se separar do grupo principal das línguas proto-náuatles foi o pochuteca, cujos falantes se estabeleceram em Oaxaca, na costa do oceano Pacífico, aproximadamente em 400 d.C., tendo chegado à Mesoamérica alguns séculos mais cedo que o resto dos povos náuatles. Acredita-se que as primeiras migrações correspondam aos dialetos periféricos da atualidade, que são relativamente conservadores e não apresentam influências dos dialetos centrais. Alguns grupos náuatles migraram para o sul, seguindo pelo istmo centro-americano, atingindo o território dos atuais El Salvador e Panamá; seriam os ancestrais dos povos que falam o pipil. No início do século VII os falantes náuatles assumiram o poder no México central, a partir de onde se expandiram para áreas ocupadas anteriormente por povos que falavam os idiomas otomangueanos, totonacanos e huastecas. Acredita-se que os toltecas de Tula, Hidalgo, que dominaram o centro do México no século X, falassem o náuatle, e os traços associados com estes dialetos centrais teriam se espalhado pelo território central do México durante as migrações do período epi-tolteca.
Já no século XI os falantes de náuatle dominavam o vale do México e até territórios mais além, com centros como Azcapotzalco, Culhuacán e Cholula tornando-se proeminentes. Sucessivas migrações náuatles do norte para esta região continuaram até o período pós-clássico. Um dos últimos grupos a empreender estas migrações e chegar no vale se estabeleceu numa ilha no lago Texcoco, onde acabaram por subjugar as tribos locais; estes eram os mexicas, que ao longo dos três séculos seguintes fundaram um império baseado em Tenochtitlán, nome que deram a esta ilha onde se localizava sua capital. Sua influência política e linguística atingiu a América Central, e já está bem documentado que entre diversos grupos étnicos não-náuatles, como os maias quichés, o náuatle se tornou uma língua de prestígio, utilizada para o comércio de longa distância e falado pelos grupos de elite.

### Período colonial
Com a chegada dos espanhóis em 1519 o náuatle perdeu espaço e um novo idioma, o castelhano, se tornou dominante. No entanto, pelo fato dos espanhóis terem se aliado com os falantes de náuatle de Tlaxcala, e posteriormente com os astecas conquistados, o idioma náuatle continuou a se espalhar através da Mesoamérica por décadas depois da conquista, quando expedições de centenas de soldados náuatles liderados pelos espanhóis conquistaram novos territórios. As missões jesuíticas fundadas no norte do México e no sudoeste dos Estados Unidos frequentemente incluíam um barrio de soldados tlaxcaltecas que ali permaneciam para guardar a missão. Por exemplo, cerca de catorze anos depois da fundação, em 1577, da cidade de Saltillo, uma comunidade tlaxcalteca foi relocada para uma vila próxima (San Estebán de la Nueva Tlaxcala), para cultivar a terra e auxiliar os esforços de colonização que haviam fracassado diante da hostilidade local à colonização espanhola. As conquistas espanholas no sul do México também incluíam frequentemente aliados tlaxcaltecas e outros povos falantes do náuatle.

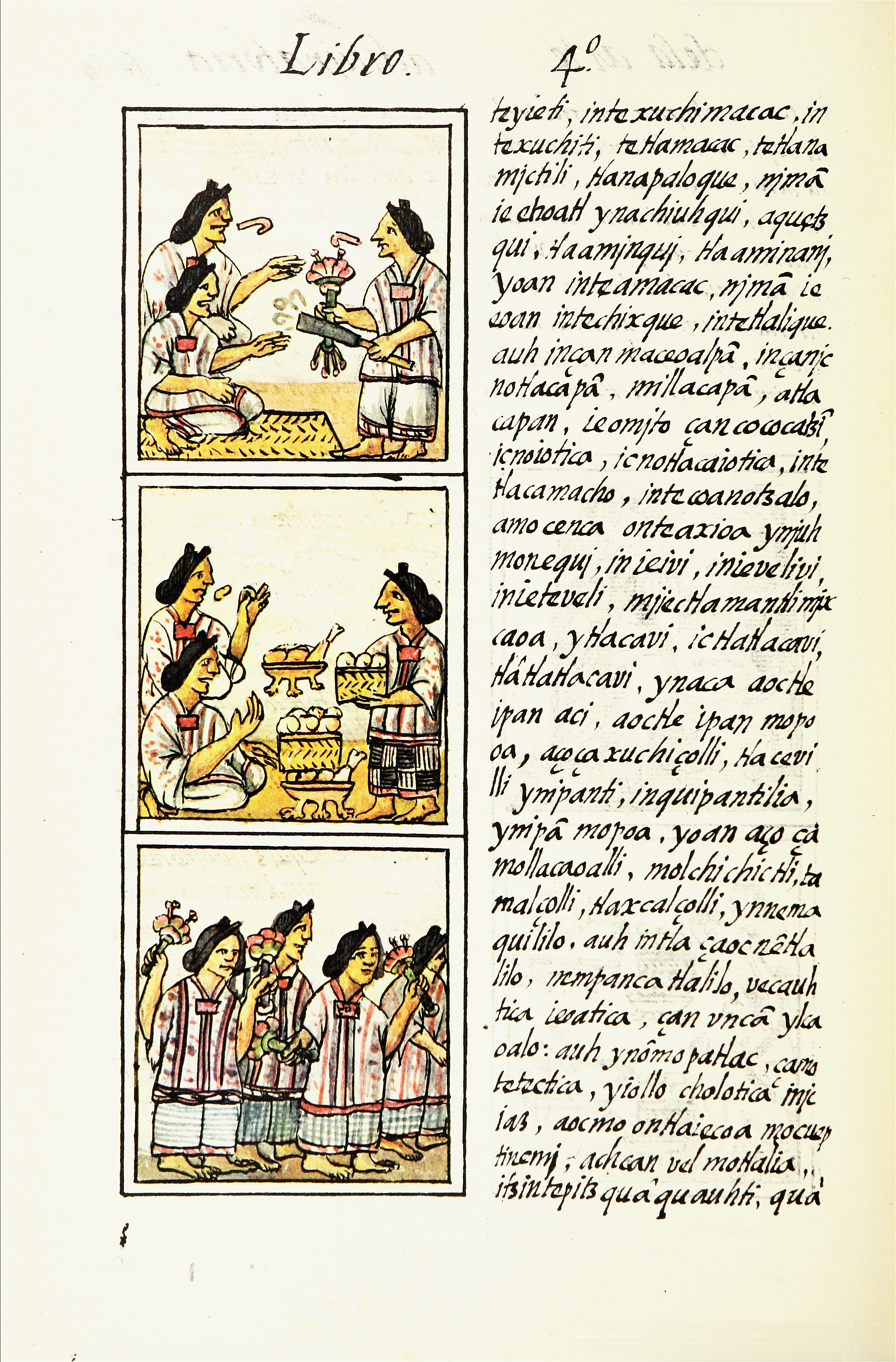
Página do Livro IV do Códice Florentino. O texto está em náuatle, grafado no alfabeto latino.

Como parte de seus esforços missionários, membros de diversas ordens monásticas (principalmente franciscanos, dominicanos e jesuítas) introduziram o alfabeto latino aos náuatles, que estavam ansiosos por ler e escrever, tanto em espanhol quanto em seu próprio idioma. Apenas vinte anos depois da chegada dos espanhóis, já havia textos preparados na língua náuatle utilizando-se dos caracteres latinos. Também neste período foram fundadas instituições de aprendizado, como o Colégio da Santa Cruz de Tlatelolco, inaugurado em 1536, que ensinava tanto os idiomas indígenas quanto as línguas europeias clássicas para índios e padres. Gramáticos missionários se encarregavam do preparo das gramáticas dos idiomas indígenas para o uso dos padres. A primeira gramática náuatle, escrita por Andrés de Olmos, foi publicada em 1547, três anos antes da primeira gramática francesa. Em 1645 outras quatro haviam sido publicadas: uma por Alonso de Molina em 1571, uma por Antonio del Rincón em 1595, uma por Diego de Guzmán em 1642 e, em 1645, aquela que é considerada hoje em dia a mais importante gramática náuatle, de Horacio Carochi.
Em 1570 o rei Felipe II da Espanha decretou que o náuatle deveria se tornar o idioma oficial das colônias da Nova Espanha, para facilitar a comunicação entre os espanhóis e os nativos. Os missionários ensinaram então o náuatle a indígenas que falavam outros idiomas indígenas, nos territórios ao sul que correspondem aos atuais Honduras, Guatemala e El Salvador. Durante os séculos XVI e XVII, o náuatle clássico foi utilizado como língua literária, e um grande corpus de textos deste período ainda existe nos dias de hoje. Entre estes textos estão histórias, crônicas, poesia, peças teatrais, obras canônicas cristãs, descrições etnográficas e uma grande variedade de documentos mundanos e administrativos. Os espanhóis concederam ampla autonomia às administrações locais das cidades indígenas durante este período, e em diversas cidades onde se falava o náuatle o idioma foi a língua administrativa de facto, tanto na forma escrita como falada. Boa parte da literatura náuatle foi produzida nesta época, incluindo o Códice Florentino, um compêndio de doze volumes sobre a cultura asteca compilado pelo franciscano Bernardino de Sahagún; a Crônica Mexicayotl, uma crônica sobre a linhagem real de Tenochtitlán, de autoria de Fernando Alvarado Tezozómoc; os Cantares Mexicanos, uma coleção de canções em náuatle; um dicionário náuatle-espanhol compilado por Alonso de Molina; e o Huei tlamahuiçoltica, uma descrição em náuatle da aparição de Virgem de Guadalupe.
Gramáticas e dicionários de boa parte dos idiomas indígenas foram compostos durante o período colonial, porém de uma maneira geral sua qualidade foi decaindo desde o período inicial até o final do século XVII. Na prática, os frades aprenderam que seria impossível aprender todas as línguas indígenas e passaram a se concentrar no náuatle. A situação linguística da Mesoamérica permaneceu relativamente estável por algum tempo, porém em 1696 o rei Carlos II publicou um decreto que baniu o uso de qualquer idioma além do espanhol em todo o Império Espanhol. Em 1770, outro decreto, com o propósito assumido de eliminar os idiomas indígenas, foi promulgado pela Real Cédula, desferindo um golpe fatal no náuatle como língua literária do período.

### Período moderno
Ao longo do período moderno a situação das línguas indígenas acabou acabou por ficar gradativamente precária, ao mesmo tempo que o número de falantes de virtualmente todas as línguas indígenas foi diminuindo. Embora o número absoluto de falantes do náuatle tenha aumentado no último século, as populações indígenas tornaram-se cada vez mais marginalizadas na sociedade mexicana. Em 1895 o náuatle era falado por mais de 5% da população do país; em 2000, esta proporção havia caído para 1,49%.
Dado este processo de marginalização, combinado com a onda de migrações para as áreas urbanas e para os Estados Unidos, alguns linguistas têm alertado sobre o perigo de uma morte do idioma. No presente o náuatle é falado majoritariamente nas áreas rurais por uma classe empobrecida de agricultores de subsistência. Desde o início do século XX e até recentemente, as políticas educacionais no México se focaram na "hispanificação" das comunidades indígenas, ensinando-lhes apenas o espanhol e desencorajando o uso do náuatle.

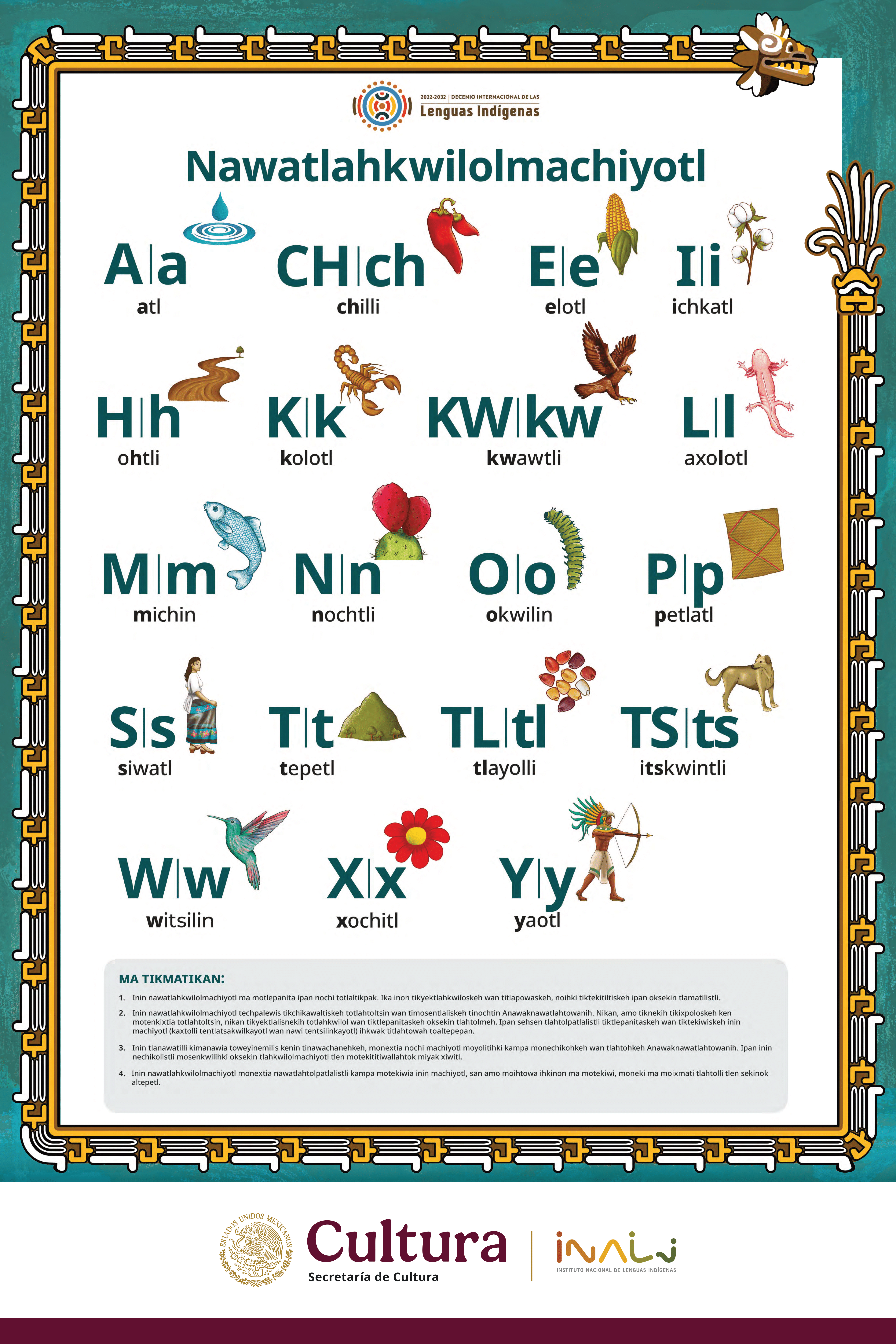
Alfabeto ilustrado da língua náuatle ou mexicano.

O resultado foi que hoje em dia nenhum grupo de falantes do náuatle é alfabetizado no idioma, enquanto a sua taxa de alfabetização em espanhol também permanece bem mais baixa do que a média nacional. Ainda assim, o náuatle continua sendo falado por mais de um milhão de pessoas, dos quais cerca de 10% são monolíngues. O náuatle como um todo não está em perigo iminente, porém alguns de seus dialetos estão seriamente ameaçados, e outros já se tornaram extintos nas últimas décadas do século XX.
Políticas governamentais mais recentes têm encorajado o estabelecimento de escolas bilíngues, onde pelo menos alguma parte do ensino seja feita em náuatle. Embora ainda existam problemas, como a falta de livros de ensino no náuatle de determinadas regiões, ou de professores que falam o dialeto específico de uma região e que são enviados para ensinar o idioma a crianças de outras regiões, existe pelo menos algum movimento em direção ao aumento da alfabetização em náuatle, e do seu uso na forma escrita.
A Ley General de Derechos Lingüísticos de los Pueblos Indígenas ("Lei Geral de Direitos Linguísticos dos Povos Indígenas"), promulgada em 13 de março de 2003, reconheceu todos os idiomas indígenas do México, incluindo o náuatle, como um "idioma nacional", e deu aos povos indígenas o direito de utilizá-las em todas as esferas das vidas pública e privada. Emissões patrocinadas pelo governo em náuatle também são realizadas pela estações de rádio da Comissão Nacional pelo Desenvolvimento dos Povos Indígenas.
No entanto, nos últimos anos, o idioma está ganhando cada vez mais popularidade, fato que levou a um aumento no conteúdo da Internet no idioma e na tradução de sites como Wikipedia e aplicativos como Telegram Messenger para o náuatle. Em fevereiro de 2008 o prefeito da Cidade do México, Marcelo Ebrard, lançou um movimento para que todos os funcionários governamentais aprendessem o náuatle. Ebrard afirmou que continuaria a institucionalizar o náuatle, e que era importante para o México recordar sua história e sua tradição. Em 2020, a Câmara dos Deputados aprovou o parecer com um projeto de decreto que reconhece o espanhol, o mexicano e outras línguas indígenas como línguas oficiais, que têm a mesma validade nos termos da lei.

## Distribuição geográfica
| Região           | Totais    | Porcentagens |
| ---------------- | --------- | ------------ |
| Distrito Federal | 37,450    | 0.44%        |
| Guerrero         | 136,681   | 4.44%        |
| Hidalgo          | 221,684   | 9.92%        |
| México (estado)  | 55,802    | 0.43%        |
| Morelos          | 18,656    | 1.20%        |
| Oaxaca           | 10,979    | 0.32%        |
| Puebla           | 416,968   | 8.21%        |
| San Luis Potosí  | 138,523   | 6.02%        |
| Tlaxcala         | 23,737    | 2.47%        |
| Veracruz         | 338,324   | 4.90%        |
| Resto do México  | 50,132    | 0.10%        |
| Total:           | 1,448,937 | 1.49%        |

Uma gama de dialetos náuatles são falados atualmente na área que se estende do estado do norte do México de Durango até Veracruz, no sul. O pipil (também conhecido como nawat), a língua náuatle localizada mais ao sul, é falada em El Salvador por um pequeno número de indivíduos. Outro idioma náuatle, o pochuteca, foi falado na costa de Oaxaca até cerca de 1930.
Baseado nos números acumulados pelo Instituto Nacional de Estatística, Geografia e Informática (INEGI) no censo nacional realizado em 2000, estima-se que o náuatle seja falado por 1,45 milhões de pessoas, dos quais cerca de 198.000 (14,9%) são monolíngues. Há uma disparidade no monolinguismo entre os homens e as mulheres, com as mulheres representando quase dois-terços do total. Os estados de Guerrero e Hidalgo têm as taxas mais altas de falantes monolíngues do náuatle, estimados em 24,2% e 22,6%, respectivamente. A proporção de monolíngues na maioria dos outros estados é de menos de 5%.
As maiores concentrações de falantes do náuatle podem ser encontradas nos estados de Puebla, Veracruz, Hidalgo, San Luis Potosí e Guerrero. Populações significantes também podem ser encontradas nos estados do México, Morelos, e no Distrito Federal Mexicano, com comunidades menores em Michoacán e Durango. O náuatle foi falado anteriormente nos estados de Jalisco e Colima, onde se tornou extinto durante o século XX. Como resultado das migrações internas pelo país, todos os estados mexicanos têm, hoje em dia, bolsões isolados onde o idioma é falado. O influxo atual de trabalhadores e famílias mexicanas para os Estados Unidos resultou no estabelecimento de pequenas comunidades de falantes do náuatle no país, especialmente nos estados de Nova Iorque e Califórnia.

## Classificação
A terminologia utilizada para se descrever as diversas variedades do náuatle falado é aplicada inconsistentemente. Muitos termos são utilizados por diferentes significados, ou então os mesmos grupos recebem nomes diferentes. Por vezes termos mais antigos são substituídos por novos termos, ou pelos termos utilizados no próprio idioma, para designar determinada variedade específica. A própria palavra nahuatl é uma palavra náuatle, derivada de nāwatlahtolli ("língua clara"). O idioma também é chamado de "asteca", por ter sido falado pelos astecas, que, no entanto, não chamavam a si mesmos de astecas e sim de mexica, e ao seu idioma de mexicacopa. Hoje em dia o termo é pouco usado para descrever os idiomas náuatles modernos, porém o termo é utilizado para descer as línguas e dialetos náuatles quando descritos como a segunda parte constituinte da família linguística uto-asteca. (O grupo também é chamado de "nauano"). O termo "asteca geral" é utilizado por alguns linguistas para se referir às línguas astecas, com a exceção do pochuteca.
Os próprios falantes do náuatle frequentemente se referem à sua língua como mexicano ou uma palavra derivada de mācehualli, o termo em náuatle para "plebeu". Um exemplo é o caso do náuatle falado em Tetelcingo, no estado de Morelos, cujos falantes chamam de mösiehuali. O pipil de El Salvador não é chamado por seus falantes de "pipil", como é feito pela maioria dos linguistas, mas sim de nawat. Os náuatles de Durango chamam o seu idioma de mexicanero. Já os falantes do náuatle no istmo de Tehuantepec chamam seu idioma de mela'tajtol ("a língua direita"). Algumas comunidades de falantes também usam o termo nahuatl como o nome de seu idioma, embora esta pareça ser uma inovação recente. Alguns linguistas identificam comumente os dialetos mais específicos do náuatle adicionando palavras que qualifiquem o nome da vila ou área onde aquela variedade é falada (por exemplo, "náuatle de Acaxochitlán").

### Genealogia
As línguas náuatles pertencem à família linguística uto-asteca, que é uma das maiores e mais bem estudadas famílias linguísticas das Américas. Os idiomas náuatles (incluindo o pipil e o pochuteca são os únicos membros do subgrupo "asteca" ou "nauano" do uto-asteca. A divisão em subgrupos dos dialetos e línguas náuatles tem sido tema de discussões entre linguistas nos últimos cinquenta anos. As primeiras classificações se baseavam na suposição de que a divisão básica das línguas náuatles estaria entre os idiomas que tinham o som /tl/ e os que o trocavam por /t/ . Esta suposição foi refutada por Lyle Campbell e Ronald Langacker em 1978, que mostrou que todos os idiomas astecas compartilhavam o desenvolvimento de */t/ para /tl/, mas que subsequentemente alguns dialetos mudaram o /tl/ de volta para /t/ ou /l/ .
As classificações acadêmicas mais recentes das línguas náuatles foram feitas por Yolanda Lastra de Suárez e Una Canger. Ambos estes enfoques basearam-se em pesquisas dialectológicas que priorizaram o delineamento de isoglossas, ou fronteiras linguísticas, baseadas nas diferenças na fonologia, gramática e vocabulário. Ambas classificações definem a divisão básica como sendo entre os dialetos centrais e periféricos. A hipótese apresentada é a de que os falantes dos dialetos periféricos foram os primeiros indivíduos a falar o náuatle que chegaram na Mesoamérica, e que por isso mesmo estes dialetos mantiveram certos aspectos mais arcaicos. Já os falantes dos dialetos centrais, que chegaram posteriormente, entre eles os astecas, introduziram inovações linguísticas que acabaram se espalhando para fora do vale do México com a expansão do prestígio e da hegemonia asteca. As duas classificações são amplamente similares, porém diferem no seu tratamento dos dialetos da região de La Huasteca: enquanto Canger classifica estes dialetos no grupo central, Lastra de Suárez coloca-os em um grupo separado. A classificação abaixo basea-se na de Lastra de Suárez, combinada com a classificação de Lyle Campbell para os grupos "superiores"
| - Uto-asteca 3000 a.C.* - Shoshoneano (mais conhecido como uto-asteca do norte) - Sonorenho** - Asteca Século I d.C. (também conhecido como Naua) - Pochuteca † Costa de Oaxaca - Asteca geral (conhecido como náuatle) - Periferia ocidental Dialetos de Durango (mexicanero), Michoacán, estado ocidental Mexico, dialetos extintos de Colima e Nayarit - Periferia oriental Línguas e dialetos pipil e dialetos da serra de Puebla, sul de Veracruz e Tabasco (dialetos do istmo) - Huasteca Dialetos do norte de Puebla, Hidalgo, San Luis Potosí and norte de Veracruz - Central Dialetos do centro de Puebla, Tlaxcala, centro de Veracruz, Morelos, Estado do México, sul e centro de Guerrero |

*Data da divisão estimada pela glotocronologia
**Alguns estudiosos continuam a classificar os grupos asteca e somorano juntos em um grupo à parte (chamado de "sonorenho", "mexicano" ou "uto-asteca do sul"). Existem cada vez mais evidências de que qualquer o grau de semelhança adicional que possa existir entre o grupo asteca e o sonorenho quando comparados com o grupo shosheano, isto se deve provavelmente ao contato pela proximidade, e não por um parentesco com outro agrupamento linguístico que não seja o uto-asteca.

## Fonologia
O grupo nauano é definido como um subgrupo do uto-asteca por ter sofrido uma série de mudanças compartilhadas com a protolíngua uto-asteca desde que os falantes originais do nauano se separaram do grupo principal uto-asteca. Estas mudanças, presentes em todas as línguas nauanas, formam a base para a reconstrução de um estágio intermediário chamado proto-nauano, do qual as línguas nauanas modernas se desenvolveram desde então.
A tabela abaixo mostra o inventório fonêmico do náuatle clássico, um exemplo de um típico idioma nauano. Muitos dialetos modernos sofreram mudanças desde o proto-nauano, que resultaram em diferentes inventórios fonêmicos. Por exemplo, alguns dialetos não possuem o fonema / t͡ɬ /, tão comum no náuatle clássico, mas que mudou para / t /, por exemplo, no náuatle do istmo, no mexicanero e no pipil, ou para / l / no náuatle de Pómaro, em Michoacán. Muitos dialetos não distinguiem mais entre vogais curtas e longas. Outras introduziram qualidades completamente novas às vogais, como maneira de compensar a perda, como é o caso do náuatle de Tetelcingo. Já outras desenvolveram um acento tonal, como o náuatle de Oapan, em Guerrero. Em muitos dialetos modernos também se introduziram, sob a influência do espanhol, novos fonemas, como / b, d, ɡ, f /.

### Sons
|             | Labial | Alveolar | Pós- alveolar | Palatal | Velar | Labiovelar | Glotal |
| ----------- | ------ | -------- | ------------- | ------- | ----- | ---------- | ------ |
| Nasal       | m      | n        |               |         |       |            |        |
| Plosiva     | p      | t        |               |         | k     | kʷ         | ʔ (h)* |
| Africada    |        | t͡ɬ / t͡s  | t͡ʃ            |         |       |            |        |
| Fricativa   |        | s        | ʃ             |         |       |            |        |
| Aproximante |        | l        |               | j       |       | w          |        |

|         | Anterior | Anterior | Central | Central | Posterior | Posterior |
| longa   | curta    | longa    | curta   | longa   | curta     |           |
| ------- | -------- | -------- | ------- | ------- | --------- | --------- |
| Fechada | iː       | i        |         |         | oː        | o         |
| Média   | eː       | e        |         |         | oː        | o         |
| Aberta  |          |          | aː      | a       |           |           |

* O fonema glotal, chamado de "saltillo", só ocorre depois de vogais. Em muitos dialetos modernos ele é pronunciado como um [h], porém no náuatle clássico e em outros dialetos modernos ele tem o papel da oclusiva glotal [ʔ].
O náuatle geralmente tem o acento tônico na penúltima sílaba de uma palavra, mas algumas variedades alteraram este fato. O náuatle mexicanero, de Durango, perdeu muitas sílabas não-tônicas e agora possui uma tônica fonêmica, e o pochuteca tinha o acento tônico na última sílaba das palavras.

### Alofonia
A alofonia, no náuatle, não é muito rica na maioria dos dialetos: em muitos as consoantes sonoras frequentemente são alteradas quando estão em posições finais ou em grupos consonantais: o fonema /j/ se transforma na sibilante palatoalveolar surda /ʃ/, /w/ na fricativa glotal surda [h] ou na aproximante velar labializada surda [ʍ], e /l/ na lateral alveolar surda [ɫ]. Em alguns dialetos a primeira consoante, quando localizada em um grupo consonantal, se torna [h]; em outros ocorre uma abrandamento das consoantes surdas, quando entre vogais, para suas equivalentes sonoras. As consoantes nasais são normalmente assimiladas ao local de articulação da consoante seguinte. A africada lateral surda [t͡ɬ] é assimilada, quando se segue a um /l/, e é pronunciada como [l].

### Fonotática
O náuatle clássico e a maioria de suas variedades modernas têm sistemas fonológicos razoavelmente simples, que permitem apenas sílabas que tenham no máximo uma consoante inicial e uma final. Grupos consonantais ocorrem apenas no meio das palavras, e em sílabas diferentes. Alguns morfemas têm duas formas alternativas, uma com a vogal i para prevenir os grupos consonantais, e outra sem. Por exemplo, o sufixo absolutivo têm as formas variantes -tli, utilizada depois das consoantes, e -tl, utilizada depois de vogais.
Algumas variedades modernas, no entanto, formaram grupos consonantais complexos devido à perda de vogais. Outras contraíram sequências de sílabas, causando uma mudança nos acentos ou fazendo com que as vogais se alongassem.

### Reduplicação
Muitas variedades do náuatle possuem reduplicações produtivas. Ao reduplicar a primeira sílaba de um radical uma nova palavra é formada. O processo é utilizado frequentemente para formar o plural de substantivos, como, por exemplo, / tla:katl / ("homem") > / tla:tla:kah / ("homens"), mas também, em alguns dialetos, para formar diminutivos, formas de tratamento, ou para derivações.
Nos verbos, a reduplicação é utilizada, frequentemente, para formar uma reiteração (expressando uma repetição), ou para intensificar o significado do verbo. Ex.: / kitta / ("ele olha"), / kihitta / ("ele olha repetidamente") e / ki:itta / ("ele encara").

## Gramática
Os idiomas náuatles são aglutinantes e polissintéticos, fazendo uso extensivo de compostos, incorporações e derivações - ou seja, podem acrescentar diferentes prefixos e sufixos a um radical, formando palavras extremamente longas. Por vezes uma única palavra pode constituir uma sentença inteira.
O seguinte exemplo mostra como um verbo é alterado a partir de seu sujeito, paciente, objeto direto e indireto:
ni-mit͡s-te:-t͡la-maki:-lti:-s
Eu-você-alguém-algo-dar-FUTURO-CAUSATIVO
"Eu farei alguém dar algo a você" (náuatle clássico)

### Substantivos
O substantivo náuatle é relativamente complexo, com algumas categorias flexionais. É obrigatoriamente flexionado de acordo com o número e a posse. Compostos substantivais são formados comumente ao se combinar dois ou mais radicais de substantivos, ou ao se combinar o radical de um substantivo com os radicais de adjetivos ou verbos. O náuatle não tem casos ou gêneros, porém o náuatle clássico e alguns dialetos modernos distinguem entre substantivos animados e inanimados, que se comportam de maneira diferente de acordo com a pluralização.
Na maioria das variedades do náuatle muitos substantivos, na forma singular não-possuída, levam um sufixo chamado tradicionalmente de "absolutivo". As formas mais comuns do absolutivo são -tl depois de vogais, tli depois de consoantes que não sejam l, e -li depois de l.
O náuatle distingue apenas entre as formas singular e plural dos substantivos. As formas plurais são formadas, normalmente, ao se adicionar um sufixo, embora algumas palavras formem plurais irregulares usando reduplicação. No náuatle clássico apenas os substantivos animados levam a forma plural, enquanto todos os substantivos inanimados são incontáveis (como as palavras inglesas bread e money). Hoje em dia muitos dialetos não mantêm esta distinção e permitem que todos os substantivos sejam pluralizados, embora a maioria dos substantivos inanimados e, por vezes, os animados, sigam frequentemente o padrão comum para os números, ou seja, sua forma absolutiva pode ser interpretada tanto como singular ou plural.
| Substantivo no singular: kojo-t͡l coiote-ABSOLUTIVO "coiote" (náuatle clássico) | Substantivo animado no plural: kojo-meh coiote-PLURAL "coiotes" (náuatle clássico) |

O náuatle distingue entre as formas possuídas e não-possuídas dos substantivos. Como foi mencionado acima, o sufixo absolutivo não é utilizado nos substantivos possuídos. Em todos os dialetos os substantivos possuídos recebem um prefixo que concorda com o número e a pessoa de seu possuinte.
| Substantivo absolutivo: kal-li casa-ABSOLUTIVO "casa" (náuatle clássico) | Substantivo possuído: no-kal minha-casa "minha casa" (náuatle clássico) |

O náuatle não tem casos gramaticais, porém sempre utiliza-se do que é chamado de substantivo relacional para descrever relações espaciais (além de outras). Estes morfemas não podem aparecer sozinhos, mas devem ocorrer sempre depois de um substantivo ou de um prefixo possessivo. São frequentemente chamados também de posposições ou sufixos locativos. De certa maneira estas construções locativas lembram, e podem ser encaradas como construções no caso locativo. A maioria dos dialetos modernos incorporou preposições do espanhol que ou competem com, ou tomaram o lugar dos substantivos relacionais.
| Usos do substantivo relacional/posposição/locativo -pan com um prefixo possessivo: no-pan meu-em/sobre "em/sobre mim" (náuatle clássico) i:-pan seu-em/sobre "em/sobre isso" (náuatle clássico) i:-pan kal-li seu-na casa-ABSOLUTIVO "na casa" (náuatle clássico) | Uso com um radical de substantivo precedendo: kal-pan casa-em "na casa" (náuatle clássico) |

### Pronomes
O náuatle geralmente distingue três pessoas - tanto nos números singular e plural. Em pelo menos um dialeto moderno, o náuatle de Macayapan, desenvolveu-se uma distinção entre as formas inclusivas (eu/nós e você) e exclusivas (nós porém não você) da primeira pessoa do plural:
| Pronome da primeira pessoa do plural no náuatle clássico: tehwa:ntin "nós" | Pronomes da primeira pessoa do plural no náuatle de Mecayapan: nejamēn ([nehame:n]) "Nós (sem você)" tejamēn ([tehame:n]) "Nós, eu e você (e outros)" |

Muito mais comum é uma distinção honorífica ou não-honorífica, aplicada habitualmente às segunda e terceira pessoas, porém não à primeira.
| Formas não-honorífica: tehwa:tl "tu" amehwa:ntin "vós" yehwatl "ele/ela/isto" | Formas honoríficas: tehwa:tzin "tu (honorífico)" amehwa:ntzitzin "vós (honorífico)" yehwa:tzin "ele/ela (honorífico)" |

### Verbos
O verbo náuatle é complexo, e declina de acordo com muitas categorias gramaticais. O verbo é composto de um radical que pode receber prefixos e sufixos. A pessoa do sujeito, e a pessoa e o número do objeto direto e do objeto indireto são expressos pela concordância dos prefixos, enquanto o tempo, o aspecto, o modo e o número do sujeito são expressos através de sufixos.
A maioria dos dialetos náuatles distinguem entre os tempos presente, passado e futuro, e os aspectos perfectivo e imperfectivo. Algumas variedades têm aspectos progressivos. Quanto aos modos, todos os dialetos distinguem entre os modos imperativos e indicativos, e alguns também apresentam os modos optativos e vetativos.
A maioria das variedades do náuatle possuem um grande número de maneiras de alterar a valência de um verbo. O náuatle clássico tinha uma voz passiva, mas isto não é mais encontrado nas variedades modernas do idioma. No entanto, as vozes aplicativa e causativa podem ser encontradas em muitos dialetos modernos. Muitas variedades do náuatle também permitem a formação de compostos verbais com duas ou mais raízes verbais.
A seguinte forma verbal possui duas raízes verbais e é declinada pela voz causativa e tanto um objeto direto quanto um indireto:
ni-kin-t͡la-kwa-lti:-s-neki
Eu-eles-algo-comer-CAUSATIVO-FUTURO-querer
"Eu quero alimentá-los" (náuatle clássico)
Algumas variedades do náuatle, notadamente o clássico, podem declinar o verbo de maneira a mostrar a direção da ação verbal ao se afastar ou se aproximar do interlocutor. Algumas também possuem categorias flexionais específicas que mostram o propósito e a direção de noções complexas, como "ir com a intenção de" ou "vir com a intenção de", "ir, fazer e retornar", "fazer enquanto se está indo", "fazer enquanto se está vindo", "fazer assim que se chegar", ou "sair fazendo".
O náuatle clássico e muitos dialetos modernos gramatizaram maneiras de se expressar educação para com o interlocutor, ou mesmo para com pessoas ou coisas que estiverem sendo mencionadas, utilizando-se de formas verbais e certos "sufixos honoríficos" especiais.
| Forma verbal tradicional: ti-mo-t͡la:lo-a você-você mesmo-corre-PRESENTE "você corre" (náuatle clássico) | Forma verbal honorífica: ti-mo-t͡la:lo-t͡sino-a você-você mesmo-corre-HONORÍFICO-PRESENTE "Você corre" [dito com respeito] (náuatle clássico) |

### Sintaxe
A sintaxe do náuatle moderno e do clássico tem sido assunto de numerosos estudos. Alguns linguistas, mais especificamente Mark Baker, argumentaram que o náuatle apresenta as propriedades de um idioma não configuracional, ou seja, a ordem das palavras é basicamente livre. Ele ainda nota que o náuatle permite todas as inversões possíveis dos constituintes básicos de uma oração, permite a omissão de todos os argumentos diretos de um predicado, e que certos tipos de expressões sintaticamente descontínuas são permitidas.
A conclusão mais amplamente aceita é que o náuatle tinha originalmente uma ordem de palavras básica que era iniciada pelo verbo, porém com uma liberdade relativa para variações, que acabou sendo usada para transmitir funções pragmáticas tais como o foco e o tópico. Por exemplo, na maioria das variedades os pronomes são utilizadas apenas para ênfase.
newal no-nobia
Eu minha-noiva
"Minha noiva" [e de mais ninguém] (náuatle de Michoacán)
Alguns estudiosos do náuatle, como Michel Launey e J. Richard Andrews argumentaram que a sintaxe do náuatle clássico é melhor caracterizada pelo que Launey chama de "onipredicatividade", ou seja, qualquer substantivo ou verbo no idioma é, na realidade, uma oração predicativa completa. Esta é uma interpretação radical da tipologia sintática do náuatle, que ainda assim parece solucionar muitas de suas peculiaridades, como por exemplo porque os substantivos também devem carregar prefixos em concordância com os prefixos verbais, e porque os predicados não necessitam de nenhuma oração substantiva para funcionar como seus argumentos. Por exemplo, a forma verbal "tzahtzi" significa "(ele/ela) grita" e, com o prefixo da segunda pessoa titzahtzi, significa "(tu) gritas". Os substantivos são flexionados da mesma maneira: o substantivo "konētl" significa não apenas "criança", mas também "ele/ela é uma criança", e tikonētl significa "és uma criança". Isto força uma interpretação onipredicativa que sugere que todos os substantivos são também predicados, e que uma frase como "tzahtzi in konētl" não deve ser interpretada como significando apenas "a criança grita" mas sim, mais corretamente, "ele/ela grita, (aquele que) é uma criança".

### Fenômenos de contato
Quase 500 anos de contato intenso entre os falantes de náuatle e os falantes de espanhol, combinado com o status de língua minoritária do náuatle e o maior prestígio associado com o espanhol, causaram diversas mudanças nas variedades modernas do náuatle, com um grande número de palavras emprestadas do espanhol penetrando no léxico náuatle, e a introdução de novas construções sintáticas e categorias gramaticais.
Por exemplo, uma construção como a seguinte, com diversas palavras e partículas "importadas", é comum em diversas variedades modernos do náuatle (empréstimos espanhóis em negrito):
pero āmo tēchentenderoah lo que tlen tictoah en mexicano
mas não eles-nos-entender-PLURAL que aquilo que nós-isto-dizer em náuatle
"Mas eles não entendem o que dizemos em náuatle" (náuatle de Malinche)
Em alguns dialetos modernos a ordem básica das palavras tornou-se um Sujeito-Verbo-Objeto fixo, provavelmente sob influência do espanhol. Outras mudanças na sintaxe do náuatle moderno incluem o uso das preposições espanholas em vez de posposições ou substantivos relacionais e a reinterpretação das posposições e substantivos relacionais originais como preposições. No exemplo seguinte, do náuatle de Michoacán, a posposição -ka, que significa "com", aparece como uma preposição sem qualquer objeto que a preceda:
ti-ya ti-k-wika ka tel
você-ir você-isto-carregar com você
"Você vai carregar isto com você?" (náuatle de Michoacán)
E neste exemplo do náuatle mexicanero de Durango, a posposição/substantivo relacional original, -pin ("em/sobre"), é utilizada como uma preposição. "Porque", uma preposição emprestada do espanhol, também ocorre na sentença.
amo wel kalaki-yá pin kal porke ¢akwa-tiká im pwerta
não poder ele-entrar-PASSADO na casa porque isto-fechado-estava a porta
"Ele não podia entrar na casa porque a porta estava fechada." (náuatle mexicanero)
Muitos dialetos também passaram por um grau de simplificação de sua morfologia que causou alguns estudiosos a considerá-los como tendo cessado de ser polissintéticos.